# Dudley Dean McGaughy
Dudley Dean McGaughy eller Dudley Dean McGaughey, född 2 april 1909 (eller möjligen 1906) i Rialto, Kalifornien eller i Covington, Tennessee, död 3 oktober 1986 i Laguna Seca, Kalifornien var en amerikansk författare som använde pseudonymerna Dudley Dean, Dean Owen, Owen Dudley, Hodge Evens, Owen Evens, Lincoln Drew, Dean McCoy och Bret Sanders. Förlagspseudonymerna Jackson Cole, Alex Hawk och Jack Slade delade han med andra författare.

## Biografi
Enligt folkräkning, United States Census, skulle Dudley Dean McGaughy snarare vara född 1906 än 1909, vilket ofta anges. Hans föräldrar var Herbert Dana McGaughey och Mary Leora Gaughey (född Evens). Trots föräldrarnas stavning anges författarens namn ofta som McGaughy.
Efter att ha tillbringat tidiga år hos Clark Ranch i San Bernardino-bergen började Dudley Dean efter college-studier att skriva åt radio och tidningar. Han tog värvning i den amerikanska armén den 19 februari 1943. I början på 1950-talet blev han heltidsförfattare och skrev sedan främst västernromaner, men omarbetade även skräck- och science fiction-filmer till romaner.
Under pseudonym Bret Sanders skrevs fyra böcker om Web Steele, kallad Hawk. Böckernas starka våldsskildringar var förmodligen inspirerade av George G. Gilmans serie om Edge. I svensk översättning utgavs båda i bokserien Kaliber 45.
Pseudonymen Jack Slade delade han med författarna Tom Curry och James W. Hardin (egentligen Norman Rubington) när han skrev böcker om Sundance. Böckerna om Sundance skrevs annars huvudsakligen av Ben Haas under pseudonym John Benteen.
Korrespondens samt efterlämnade manuskript avseende 55 romaner förvaras hos University of Oregon.

### Som Bret Sanders om Hawk
- Hawk 1974 (Hämndens lag 1975, Kaliber 45 nr 37)
- Vengeance gun 1974 (Hämndens väg 1976, Kaliber 45 nr 39)
- Blood bait 1974 (Dödligt hat 1976, Kaliber 45 nr 41)
- Shootout at Las Cruces 1974 (Duell i Las Cruces 1977, Kaliber 45 nr 54)

### Som Jack Slade omSundance
- Canyon kill 1978 (nr 24)
- Blood knife 1979 (nr 25)